# Теодебалд
Теодебалд (на немски: Theudebald, Theudowald; Theodebald, Thibaut, Theudoaldus; * 537; † ноември/декември 555) е крал на франките от династията Меровинги през 548 – 555 г. в Австразия и резидира в Реймс.

## Биография
Той е единственият син на крал Теодеберт I († 547/548) и галороманката Деотерия (Деутерия), която е прокудена през 537/538 г. и баща му се жени за годеницата си Визигарда, дъщеря на лангобардския крал Вахо, която скоро след това умира.
През 540 г. Теодебалд, още дете, е сгоден за Валдерада, дъщеря на лангобардския крал Вахо, сестра на неговата мащеха Визигарда. Жени се за Валдерада през 554 г., когато е вече пълнолетен. Женитбата послужва за осигуряване на връзката между франки и лангобарди. Скоро след това връзките с лангобардите се скъсват. Лангобардският крал Аудоин се съюзява с Източен Рим. Теодебалд отказва предложението за съюз на последния остготски крал Тея.
Теодебалд умира след дълго боледуване през 555 г. На трона го наследява далечният му чичо Хлотар I, който се жени за неговата вдовица Валдерада.